# Peperomia loucoubeana
Peperomia loucoubeana är en pepparväxtart som beskrevs av C. Dc.. Peperomia loucoubeana ingår i släktet peperomior, och familjen pepparväxter. Inga underarter finns listade i Catalogue of Life.